# Fytoextrakce
Fytoextrakce nebo také fytoakumulace je jednou z metod fytoremediace, metod používaných při odstranění znečištění prostředí. Princip fytoextrakce spočívá na schopnosti vybraných rostlin vysetých na kontaminované ploše přijímat a akumulovat některé znečišťující látky v organismu během vegetace. Po nahromadění znečišťující látky v rostlině jsou rostliny sklizeny. Biomasa je dále zpracována tepelně, mikrobiálně nebo chemicky.
Metoda je používána pro odstranění těžkých kovů. Druhy rostlin, jež jsou schopné akumulovat cizorodé látky ve vysoké koncentraci se nazývají hyperakumulátory. Hyperakumulátorem těžkých kovů je podle dostupných informací například penízek modravý (Noccaea caerulescens) z rodu brukvovitých. Hyperakumulátory lze využít i pro tzv. fytomining.